# Montmaur (Altos-Alpes)
Montmaur é uma comuna francesa na região administrativa da Provença-Alpes-Costa Azul, no departamento de Altos-Alpes. Estende-se por uma área de 48,77 km². Em 2010 a comuna tinha 533 habitantes (densidade: 10,9 hab./km²).